# 柳生俊久

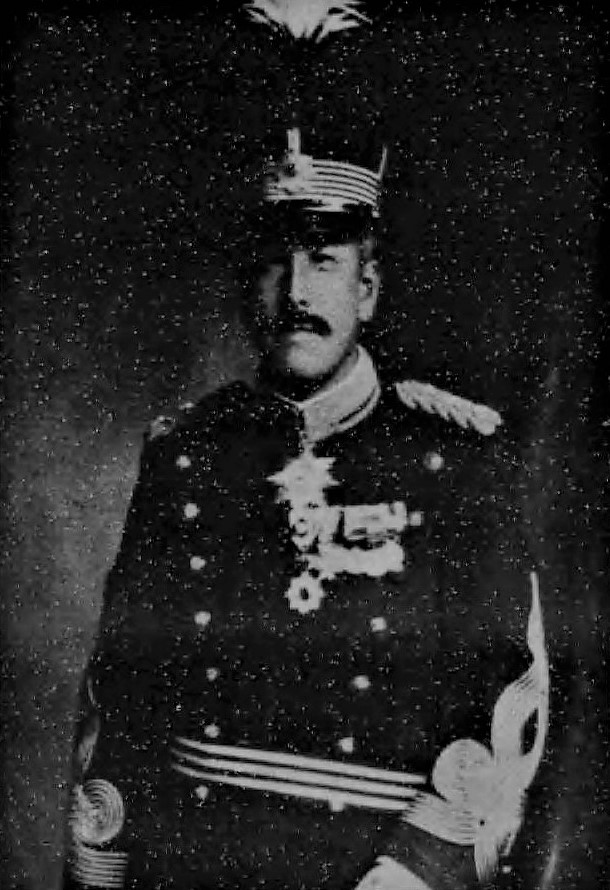
軍人時代の柳生俊久

柳生 俊久（やぎゅう としなが / としなか、1867年4月10日（慶応3年3月6日） - 1941年（昭和16年）2月5日）は、明治から昭和前期の陸軍軍人、政治家、華族。最終階級は陸軍歩兵大佐。貴族院子爵議員。旧名・小笠原束三郎。

## 経歴
越前勝山藩主・小笠原長守の三男として生まれ、1892年（明治25年）子爵・柳生俊郎の養子となり俊久と改名。1915年（大正4年）10月8日に養父が隠居したことに伴い、同月20日、子爵を襲爵した。
陸軍士官学校（旧10期）に入り、1888年（明治21年）7月28日、歩兵少尉に任官。以後、歩兵第1連隊中隊長、歩兵第5連隊中隊長、第1師団副官、歩兵第1連隊大隊長、松本連隊区司令官などを歴任。1913年（大正2年）8月31日、歩兵大佐に昇進し、1915年（大正4年）8月10日に待命となり、同年10月15日、予備役に編入された。
1919年（大正8年）5月17日、貴族院子爵議員補欠選挙で当選し、研究会所属で活動して1932年（昭和7年）7月9日まで2期在任した。その他、亀戸天神社司、若葉女学校長を務めた。

## 親族
- 妻 柳生益子（ますこ、養父長女）[1]
- 三男 柳生重五（子爵）[1]
- 長女 小笠原寿美子（小笠原勁一夫人）[1]
- 四男 若尾俊武（若尾幾造養子）[1][3]
- 三女 小笠原喜久子（小笠原勁一夫人）[1]